# Kokkodu, Tirthahalli
Kokkodu là một làng thuộc tehsil Tirthahalli, huyện Shimoga, bang Karnataka, Ấn Độ.